# Objet scatologique à fonctionnement symbolique
Objet scatologique à fonctionnement symbolique, ou Le Soulier de Gala, est une sculpture réalisée par l'artiste espagnol Salvador Dalí en 1931. Cet assemblage surréaliste a pour élément principal une chaussure de femme rouge. L'original a été perdu mais un tirage de 1973 est conservé au musée national d'Art moderne, à Paris.